# Іса Челебі
Іса Челебі (тур. İsa Çelebi; 1380 — 1406) - османський принц (шехзаде), один з претендентів на султанський престол (1402-1403), син султана Баязіда I Блискавичного.

## Біографія
Іса Челебі був одним із синів султана Баязіда I (1354-1403), султана Османської імперії (1389-1402). Його матір'ю була Девлетшах Хатун (бл. 1365 - бл. 1414), дочка Сулейман-шаха Герміяна і Мутахари Абід Хатун, дочки Султана Валада і внучки Джалаладдіна Румі.
За життя батька в 1390 році шехзаде Іса був призначений санджак-беєм Анталії. У 1402 році Іса Челебі бився під командуванням свого батька 
Баязіда в битві при Анкарі проти середньоазіатського завойовника Тамерлана. Османська армія була розгромлена, султан Баязід Блискавичний був узятий в полон Тамерланом, а шехзаде Іса втік до Західної Анатолії. Османські володіння в Малій Азії були спустошені Тамерланом, який відновив ряд тюркських бейликів, раніше ліквідованих Османами.

## Османське міжцарів'я
У 1403 році, дізнавшись про смерть свого батька Баязіда в полоні, Іса почав боротьбу за вакантний османський престол зі своїми братами, шехзаде Мехмедом Челебі, Мусою Челебі і Сулейманом Челебі. Відразу після поразки в битві при Анкарі Іса Челебі спочатку оселився в районі Баликесір (Каресі). Війська Тамерлана захопили і розграбували Бурсу. Іса виступив проти Муси, щоб отримати контроль на містом Бурса, анатолійської столицею Османської імперії. Іса переміг Мусу і отримав контроль над частиною анатолійської території імперії. Але Європейські володіння Османів, Румелія, перебували під владою Сулеймана Челебі, а східні землі анатолійської території — під контролем іншого брата Мехмеда Челебі (майбутнього Мехмеда I). Розуміючи, що його володіння, розташовані між землями його братів з обох сторін, Іса підписав договір про дружбу з візантійським імператором Мануїлом II Палеологом і відмовився від пропозиції Мехмеда розділити з ним анатолійську частину Османської імперії на тій підставі, що він був старшим братом і мав право на всю територію. Після своєї відмови Іса був розбитий Мехмедом в битві при Улубаді в 1403 році. У цій битві Іса також втратив свого візира Тимурташа, який був досвідченим державним діячем. Іса втік до Румелії через візантійські володіння.
Іса зустрівся з Сулейманом Челебі, який вирішив надати йому допомогу в боротьбі проти Мехмеда Челебі. З новим військом, наданим Сулейманом, Іса повернувся в Анталію і спробував відбити Бурсу. Хоча Іса Челебі зазнав невдачі, об'єднавшись з анатолійськими беями. Яких його батько Баязід I захопив у полон, але які знову здобули незалежність після поразки Баязіда в битві при Анкарі, він продовжував битися проти Мехмеда. Однак після низки поразок і зради своїх союзників Іса відмовився від боротьби за трон.
За даними історика Йозефа фон Гаммера, після програшу в боротьбі за владу шахзаде Іса пішов у підпілля. Згідно з іншими джерелами, однак, він був помічений в громадській лазні (турецький Хамам) в Ескішехірі і убитий прихильниками Мехмеда в 1406 році. Його тіло, привезене в Бурсу, було поховано на краю мавзолею Мурада Хюдавендігяра. Мехмед Челебі повісив людей, які вбили його брата.

## Наслідки
Після смерті Іси міжцарство в Османській імперії тривало до 1413 року. У 1413 році Мехмед Челебі став єдиним правителем імперії як Мехмед I після перемоги над Мусою. Ще один з братів, Мустафа Челебі, який переховувався під час міжцарства, пізніше очолив два невдалих повстання, одне проти Мехмеда I в 1416 році, а інше в 1421 році проти свого племінника Мурада II.